# Azpeytia albomaculata
Azpeytia albomaculata är en tvåvingeart som beskrevs av Currna 1931. Azpeytia albomaculata ingår i släktet Azpeytia och familjen blomflugor. Inga underarter finns listade i Catalogue of Life.